# 플라이바이 (우주 비행)

갈릴레오 우주선이 소행성 243 이다를 조우했다.

플라이바이(flyby), 접근 통과, 저공비행은 우주선이 다른 물체, 일반적으로 우주 탐사 임무의 목표 및 우주선을 또다른 목표로 추진하기 위한 중력 보조 장치(스윙바이)의 소스(source) 근처를 지나가는 우주 비행 작업이다. 이 목적을 위해 특별히 설계된 우주선은 플라이바이 우주선으로 알려져 있지만, 이 용어는 예를 들어 지구의 소행성 플라이바이와 관련하여 사용되기도 했다. 중요한 변수는 가장 가까운 접근 시간과 거리이다.

## 우주선 플라이바이
플라이바이 기동은 행성, 자연 위성 또는 태양계 소천체와 같은 비 행성 천체 사용하여 수행할 수 있다.

## 같이 보기
- 에어로브레이킹
- 장축단
- 궤도 우주 비행